# Hemina
 A Hemina é uma porfirina contendo ferro usada no tratamento de um grupo raro de doenças genéticas ligadas ao sangue (conhecidas como porfirias) que afetam os sistemas digestivo, nervoso e circulatório.

## Química
A hemina é uma protoporfirina IX contendo um íon de ferro [Fe] 3 com um ligante de coordenação do complexo de coordenação cloreto. Quimicamente, a hemina difere do composto heme relacionado [hematina], principalmente porque o íon coordenador é um íon cloreto na hemina, enquanto o íon coordenador é um íon hidróxido na hematina.